# CAL Cargo Air Lines
CAL Cargo Airlines (en hebreu: ק.א.ל. קווי אוויר למטען) és una aerolínia de càrrega amb seu a Tel-Aviv, Israel. Duu a terme vols de càrrega programats diaris i serveis xàrter de transport de mercaderies no estàndard i càrrega en general a nivell internacional. La seva base principal és l'Aeroport Internacional Ben Gurion de Tel-Aviv, amb un hub en l'Aeroport de Lieja a Bèlgica. L'aerolínia transporta aproximadament 100.000 tones de càrrega a l'any, incloent totes les categories de càrrega no estàndard: productes farmacèutics i de salut de temperatura controlada, animals vius, mercaderies perilloses, càrregues de gran grandària i amb sobrepès, productes frescos i peribles i béns valuosos, incloent obres d'art.

## Història
CAL Cargo va ser establerta en juny de 1976, iniciant les operacions de vols xàrter el novembre d'aquell any. Originalment, l'aerolínia va llogar avions de El Al, no obstant això, l'1 de desembre de 1999 va començar a operar serveis regulars utilitzant els seus propis avions després de rebre els certificats del govern israelià, expedits a principis de 1999.
En 1997, CAL Cargo va comprar la terminal de càrrega LACHS a Bèlgica (Liege Airport Cargo Handling Services) la que encara és totalment de la seva propietat i està operada per CAL Cargo, companyia especialitzada en transportar càrrega no estàndard. En 2010, CAL Cargo va ser comprada en privat per Offer Gilboa i va ampliar les seves operacions de vol per incloure vols diaris des de i cap a l'Aeroport JFK/TLV.

## Destinacions
CAL Cargo Air Lines opera serveis de càrrega a les següents destinacions programades (novembre de 2014):
Bèlgica
- Lieja (Aeroport de Lieja) Hub

Estats Units
- Nova York (Aeroport Internacional John F. Kennedy)

Israel
- Tel-Aviv (Aeroport Internacional Ben Gurión) Base

Xipre
- Làrnaca (Aeroport Internacional de Làrnaca)

## Flota
La flota CAL Cargo Air Lines està formada per les següents aeronaus (novembre de 2014):